# زیستگاه مهم جامعه
زیستگاه مهم جامعه یا پایگاه مهم جامعه (به انگلیسی: Site of Community Importance) در دستورالعمل کمیسیون اروپا برای زیستگاه‌ها (92/43/EEC) به عنوان سایتی تعریف شده است که در منطقه یا مناطق جغرافیایی زیستی که به آن وابستگی دارد، به‌طور چشمگیری به نگهداری یا بازسازی در یک حفاظت مطلوب کمک می‌کند. وضعیت یک نوع زیستگاه طبیعی یا یک گونه و همچنین ممکن است به‌طور چشمگیری به یکپارچگی ناتورا ۲۰۰۰ کمک کند، و/یا کمک چشمگیری به حفظ تنوع زیستی در منطقه یا مناطق جغرافیای زیستی مربوطه داشته باشد.
آنها توسط کشورهای عضو به کمیسیون پیشنهاد می‌شوند و پس از تأیید، می‌توانند توسط دولت عضو به عنوان منطقه ویژه حفاظتی تعیین شوند.

## تعریف
در زمینه محیط زیست، این اصطلاح برای تعریف یک منطقه‌ای استفاده می‌شود که:
- که کمک چشمگیری به حفظ یا احیای یکی از ۲۳۳ نوع زیستگاه طبیعی اروپایی تعریف‌شده در پیوست I دستورالعمل زیستگاه‌ها یا حفظ در وضعیت مطلوب حفاظت یکی از تقریباً ۹۰۰ گونه تعریف‌شده در پیوست II می‌کند.[۲]
- که می‌تواند به یکپارچگی شبکه ناتورا ۲۰۰۰ از مناطق حفاظت‌شده در اتحادیه اروپا کمک کند.
- و/یا کمک چشمگیری به حفظ تنوع زیستی منطقه‌ای که در آن جایگیری شده است.

### نمونه‌هایی از انواع زیستگاه تعریف‌شده در پیوست I
- دریاهای باز و مناطق کشندی
- تپه‌های دریایی اقیانوس اطلس، دریای شمال و سواحل بالتیک
- تنک‌بیشه
- علقزارهای طبیعی
- جنگل‌های سخت‌برگ مدیترانه‌ای

### نمونه‌هایی از گونه‌های تعریف‌شده در پیوست II
- سیاهگوش اوراسیا (Lynx lynx)
- مارمولک دیواری لیلفورد (Podarcis lilfordi)
- Apteromantis aptera
- قنطوره آلبا
- یاس آزوریکوم